# Zenica (Pljevlja)
Pour les articles homonymes, voir Zenica (homonymie).
Zenica (en serbe cyrillique : Зеница) est un village du nord du Monténégro, dans la municipalité de Pljevlja.

## Démographie

### Évolution historique de la population
| 1948 | 1953 | 1961 | 1971 | 1981 | 1991 | 2003 |
| ---- | ---- | ---- | ---- | ---- | ---- | ---- |
| 181  | 176  | 220  | 193  | 172  | 164  | 131  |